# Шенол Гюнеш
Шенол Гюнеш (тур. Şenol Güneş, нар. 1 червня 1952, Трабзон) — турецький футболіст, що грав на позиції воротаря. Виступав, зокрема, за клуб «Трабзонспор», а також національну збірну Туреччини. По завершенні ігрової кар'єри — тренер. З 2022 року очолює тренерський штаб «Бешикташа».
Шестиразовий чемпіон Туреччини. Триразовий володар Кубка Туреччини. Дворазовий володар Кубка Туреччини (як тренер). Чемпіон Туреччини (як тренер).

## Клубна кар'єра
Вихованець футбольної школи клубу «Ердогду Генчлік».
У дорослому футболі дебютував 1969 року виступами за команду клубу «Себатспор», в якій провів три сезони, взявши участь у 20 матчах чемпіонату.
У 1975 році перейшов до клубу «Трабзонспор», за який відіграв 12 сезонів. Більшість часу, проведеного у складі «Трабзонспора», був основним голкіпером команди. За цей час шість разів виборював титул чемпіона Туреччини. Завершив професійну кар'єру футболіста виступами за команду «Трабзонспор» у 1987 році.

## Виступи за збірну
У 1977 році дебютував в офіційних матчах у складі національної збірної Туреччини. Протягом кар'єри у національній команді, яка тривала 10 років, провів у формі головної команди країни 31 матч.

## Кар'єра тренера
Розпочав тренерську кар'єру відразу ж по завершенні кар'єри гравця, 1987 року, очоливши тренерський штаб клубу «Трабзонспор».
Надалі очолював команди клубів «Болуспор», «Істанбулспор», «Антальяспор», «Сакар'яспор», «Сеул» та «Бурсаспор».
Протягом 2000—2004 років також очолював національну збірну Туреччини, яку вивів до фінальної частини чемпіонату світу 2002 року в Японії і Південній Кореї, на якому команда досягла найкращого результату за всю історію участі у великих турнірах — здобула бронзові нагороди. Також очолював турецьку збірну на розіграші Кубка конфедерацій 2003 року у Франції.
2015 року очолив тренерський штаб «Бешикташа», який у першому ж сезоні під його керівництвом став чемпіоном Туреччини.

## Досягнення

### Як гравця
- Чемпіон Туреччини:

«Трабзонспор»: 1975—1976, 1976—1977, 1978—1979, 1979—1980, 1980—1981, 1983—1984
- Володар Кубка Туреччини:

«Трабзонспор»: 1976—1977, 1977—1978, 1983—1984
- Володар Суперкубка Туреччини:

«Трабзонспор»: 1976, 1977, 1978, 1979, 1980, 1983

### Як тренера
- Володар Кубка Туреччини:

«Трабзонспор»: 1994—1995, 2009–2010
- Володар Суперкубка Туреччини:

«Трабзонспор»: 1995
- Бронзовий призер чемпіонату світу: 2002